# PZL KR-03 Puchatek
PZL KR-03 Puchatek – polski dwumiejscowy szybowiec szkolenia podstawowego konstrukcji inż. Jerzego Krawczyka. Jedyny szybowiec konstrukcji metalowej produkowany seryjnie w powojennej Polsce

## Historia
W następstwie zapotrzebowania przez aerokluby na wytrzymalsze szybowce, przeznaczone do częstego użytkowania, rozważano wprowadzenie nowej konstrukcji szybowca, zastępującego wysłużone Czaple i Bociany. W 1984 przy współpracy z PZL Mielec i PDPSz PZL-Bielsko, w WSK Krosno rozpoczęto budowę metalowego szybowca nazwanego KR-03. W 1985 model KR-03 został oblatany, przy czym okazało się, że niezbędne jest wyeliminowanie kilku wad. Pod kierownictwem Eugeniusza Pelczara przedłużono kadłub, zmieniono powierzchnie sterowe, zmodyfikowano kabinę z dwu- na jednoczęściową oraz przeprowadzono korektę jeszcze kilku usterek. Model ten nazwano KR-03A i ponownie oblatano 20 listopada 1986.
19 grudnia 1987 szybowiec otrzymał certyfikat w Polsce zgodnie z przepisami JAR 22. W 1988 rozpoczęto seryjną produkcję. W sumie w WSK-Krosno wyprodukowano 50 KR-03A, w tym 21 Puchatków dla aeroklubów w Polsce, resztę sprzedano do innych krajów. Produkcję zakończono w 1992, a w 2001 sprzedano licencję i prawa do produkcji firmie Barry Aviation LLC z USA. Puchatek przeznaczony jest do szkolenia podstawowego w układzie dwusteru. Przystosowany jest do holowania przez samolot, używania wyciągarki lub gumowych lin.

## Konstrukcja
Puchatek jest szkolnym, dwumiejscowym średniopłatem. Metalowy, dwudzielny, dwudźwigarowy płat o metalowej konstrukcji o prostokątny obrysie i laminarnym profilu. Część spływowa skrzydła kryta płótnem. Płat zaopatrzony w dwudzielne lotki i wysuwane po obydwu stronach płata, płytowe hamulce aerodynamiczne. Usterzenie w układzie litery T, poziome o konstrukcji metalowej, dwudzielny ster wysokości kryty płótnem podobnie jak ster kierunku. Szybowiec zaopatrzony jest w jednokołowe podwozie z tarczowym hamulcem i amortyzatorem olejowo-powietrznym. Z przodu kadłuba znajduje się drewniana płoza z tyłu płoza z gumowym krążkiem.